# Pablo González Juárez
Pablo González Juárez (Almuñécar, Granada, 12 de mayo de 1993) es un futbolista español que juega en el Hapoel Tel Aviv Football Club de la Liga Premier de Israel. Un jugador versátil, que puede funcionar como un derecho, atacante o volante central.

## Carrera en el club
González nació en Almuñécar, provincia de Granada, pasando sus últimos cuatro años juveniles con el Atlético de Madrid y el Villarreal CF (dos temporadas cada uno). En la temporada 2011-12 comenzó su carrera de alto nivel, apareciendo regularmente para Villarreal CF C en Tercera División y que hizo su debut profesional el 7 de septiembre de 2011, en una victoria de visitante 3-0 ante la UD Juventud Barrio del Cristo; anotó su primer gol para el equipo el 15 de enero del año siguiente, anotando en dos ocasiones y fue nombrado Jugador del partido en la victoria por 5-0 sobre Mislata FQ.
Los esfuerzos de Pablo en los siguientes partidos se vieron recompensados con un juego Segunda División con el equipo B contra el FC Barcelona B, el 3 de febrero de 2012, pero su buena forma no termina aquí, ya que anotó el tercer gol de su carrera al día siguiente, la compensación de la segunda en una victoria por 3-1 en el CD Llosa.
El 27 de abril de 2012 Pablo fue convocado de nuevo por el equipo de reserva, para un partido de liga contra el CD Numancia. Entró en el terreno de juego a los 62 minutos de una victoria eventual 1-0, después de reemplazar Moi Gómez.
Tras el descenso del Villarreal B a Segunda División B debido a que el equipo principal fue descendido en la Liga González fue definitivamente promovido en al equipo principal en verano de 2012. Ni siquiera logró aparecer en algunos amistosos con el primer equipo.
El 17 de agosto de 2012 Pablo hizo su debut oficial con el Villarreal, en el primer partido de la campaña, tomando el lugar de Cani en el minuto 76 de una eventual victoria en casa por 2-1 ante el Real Madrid Castilla. Después del partido, él admitió que estaba "muy contento de llegar al primer equipo ya que jugó en la Liga de Campeones de la temporada anterior. es un verdadero sueño de debutar en un gran club como este".
El 5 de julio de 2022, firma por el Hapoel Tel Aviv Football Club de la Liga Premier de Israel.

## Clubes

### Carrera juvenil
| Club             | País   | Periodo   |
| ---------------- | ------ | --------- |
| Almuñécar 77     |        | 2000-2006 |
| Granada Atlético | España | 2006-2007 |
| Atlético Madrid  | España | 2007-2009 |
| Villarreal       | España | 2009-2011 |

### Carrera profesional
| Club                          | País            | Periodo    | Partidos (goles) |
| ----------------------------- | --------------- | ---------- | ---------------- |
| Villarreal C                  | España          | 2011-2012  | 24 (4)           |
| Villarreal B                  | España          | 2012-2015  | 67 (5)           |
| Villarreal                    | España          | 2012-2015  | 2 (0)            |
| CD Toledo                     | España          | 2015- 2017 | 31 (5)           |
| Granada Club de Fútbol "B"    | España          | 2017- 2018 | 18 (3)           |
| Salamanca CF UDS              | España          | 2018       |                  |
| Fotbalový Klub Dukla Praga    | República Checa | 2019       |                  |
| SK Sigma Olomouc              | República Checa | 2019-2022  |                  |
| Hapoel Tel Aviv Football Club | Israel          | 2022-      |                  |